# Taenia
Taenia – rodzaj w rodzinie Taenidae gromady tasiemce.
Obejmuje najbardziej znane gatunki:
- Tasiemiec nieuzbrojony (Taenia saginata)
- Tasiemiec uzbrojony (Taenia solium)

W dwoistym podziale (kladystyka) są podgrupy:
- grupa Taenia solium który łączy podobne: T solium, T. hyane, T. crocutae, T. gonyami, T. madoquae.
- grupa Taenia saginata do którego nelężą: T saginata,  T. asiatica, T. simbae.

W człowieku pasożytują ostatecznie Taenia saginata, solium i T. asiatica.